# Zosterops conspicillatus saypani
De ondersoort Zosterops conspicillatus saypani (de marianenbrilvogel van de noordelijke Marianen) is een bedreigde zangvogel uit de familie Zosteropidae (brilvogels). Deze ondersoort werd als zodanig voor het eerst geldig beschreven in 1902 door Alphonse Dubois. Dit taxon wordt door BirdLife International als een soort beschouwd en heeft daarom een eigen vermelding op de Rode Lijst van de IUCN.

## Kenmerken
De vogel is 9,5 tot 10 cm. De vogel heeft een gele borst en buik en citroengele onderstaartdekveren. Van boven is de vogel grijsgroen. De vogel heeft een duidelijke oogring, minder breed dan bij de uitgestorven ondersoort op Guam. De vleugelveren en de staartveren zijn zwartbruin met groene randen. De snavel is vuilgeel met een zwarte punt op de bovensnavel. De poten zijn donker olijfgroen.

## Verspreiding en leefgebied
De vogel is nog talrijk op de eilanden Saipan, Tinian en Aguijan. De vogel komt voor in natuurlijk bos op kalkgronden en in terreinen met opslag van struikgewas en zelfs in stedelijke gebieden.

## Status
Zosterops c. saypani heeft een beperkt verspreidingsgebied en daardoor is de kans op uitsterven aanwezig. De grootte van de populatie werd in 2016 door BirdLife International geschat (op grond van onderzoek dat in 2009 werd gepubliceerd) op  620.000 tot 940.000 individuen. Uit onderzoeken in 1982, 1997, 2007, 2008, 2009 en 2010 op het eiland Saipan blijkt een lichte afname in aantal, maar ook grote aantalsfluctuaties. Door toenemend toerisme en de bouwactiviteiten van de United States Army wordt de kans op de introductie van de invasieve bruine nachtboomslang (Boiga irregularis) steeds groter en dit vormt een grote potentiële bedreiging voor deze brilvogelsoort. Om deze redenen staat deze soort als bedreigd op de Rode Lijst van de IUCN.